# Winter Wonderland (пісня SHINee)
«Winter Wonderland» — японський сингл південнокорейського чоловічого гурту SHINee. Він був випущений 21 грудня 2016 року. Він досяг другого місця в щотижневому чарті синглів Oricon з 88 048 проданими примірниками. Він також досяг третього місця в Billboard Japan Hot 100.

## Список композицій
| #  | Назва               | Автор слів      | Автор музики                           | Тривалість |
| -- | ------------------- | --------------- | -------------------------------------- | ---------- |
| 1. | «Winter Wonderland» | Hidenori Tanaka | Erik Lidbom, Takarot                   | 4:08       |
| 2. | «Melody»            | Amon Hayashi    | Didrik Thott, Peter Boyes, Josef Melin | 4:14       |

## Чарти

### Oricon
| Чарт                 | Найвища позиція | Дебютні продажі | Загальні продажі |
| -------------------- | --------------- | --------------- | ---------------- |
| Weekly Singles Chart | 2               | 88,048          | 95,517           |

### Billboard Japan
| Чарт              | Найвища позиція |
| ----------------- | --------------- |
| Top Singles Sales | 2               |
| Japan Hot 100     | 3               |